# Palmer (Illinois)
Pour les articles homonymes, voir Palmer.
Palmer est un village du comté de Christian dans l'Illinois, aux États-Unis,. Il est incorporé le 2 octobre 1901.

## Démographie
Lors du recensement de 2010, le village comptait une population de 229 habitants. Elle est estimée, en 2016, à 219 habitants. En 2022, la population est estimée à 199 habitants.

## Source de la traduction
- (en) Cet article est partiellement ou en totalité issu de l’article de Wikipédia en anglais intitulé « Palmer, Illinois » (voir la liste des auteurs).